# دیره، مالی
دیره (به لاتین: Diré) یک منطقهٔ مسکونی در مالی است که در استان تومبوکتو واقع شده‌است.
 دیره  ۲۲٬۳۶۵ نفر جمعیت دارد.